# Дворище (Руднянский район)
Дворище — деревня в Руднянском районе Смоленской области России. Входит в состав Чистиковского сельского поселения. Население — 31 житель (2007 год). 
Расположена в западной части области в 4 км к юго-востоку от Рудни, в 0,1 км южнее автодороги А141 Орёл — Витебск, на берегу реки Готынка. В 2 км западнее деревни расположена железнодорожная станция О.п. 450-й км на линии Смоленск — Витебск. 

## История
В годы Великой Отечественной войны деревня была оккупирована гитлеровскими войсками в июле 1941 года, освобождена в октябре 1943 года.